# Aiphanes chiribogensis
Aiphanes chiribogensis е вид растение от семейство Палмови (Arecaceae). Видът е уязвим и сериозно застрашен от изчезване.

## Разпространение
Разпространен е в Еквадор.